# Linepithema
Linepithema é um gênero de insetos, pertencente à família Formicidae.

## Espécies
- Linepithema anathema
- Linepithema angulatum
- Linepithema aspidocoptum
- Linepithema aztecoides
- Linepithema cerradense
- Linepithema cryptobioticum
- Linepithema dispertitum
- Linepithema fuscum
- Linepithema gallardoi
- Linepithema hispaniolae
- Linepithema humile
- Linepithema humilis
- Linepithema humiloides
- Linepithema impotens
- Linepithema inacatum
- Linepithema iniquum
- Linepithema keiteli
- Linepithema leucomelas
- Linepithema melleum
- Linepithema micans
- Linepithema neotropicum
- Linepithema oblongum
- Linepithema piliferum
- Linepithema pordescens
- Linepithema pulex
- Linepithema riograndense
- Linepithema tsachila